# Liste des journaux en Israël
Cette page contient des caractères spéciaux ou non latins. S’ils s’affichent mal (▯, ?, etc.), consultez la page d’aide Unicode.

## Quotidiens
| Nom anglais         | Langue            | Nom original         | Traduction                 | Établissement | Fréquence                  | Diffusion           | Commentaires                                      |
| ------------------- | ----------------- | -------------------- | -------------------------- | ------------- | -------------------------- | ------------------- | ------------------------------------------------- |
| Yediot Aharonot     | Hébreu            | ידיעות אחרונות       | Dernières nouvelles        | 1939          | Quotidien                  | 300 000-600 000     |                                                   |
| Israel Hayom        | Hébreu            | ישראל היום           | Israël Aujourd'hui,        | 2007          | Quotidien                  | 255 000             | Quotidiens gratuits (dimanche - jeudi)            |
| Maariv              | Hébreu            | מעריב                | Soirée                     | 1948          | Quotidien                  | 160 000             |                                                   |
| Haaretz             | Hébreu, anglais   | הארץ                 | La Terre (d'Israël)        | 1918          | Quotidien                  | 65 000-75 000       |                                                   |
| Calcalist           | Hébreu            | כלכליסט              | Economist                  | 2008          | Quotidien                  |                     | nouvelles économiques, affiliée au groupe Yedioth |
| Globes              | Hébreu            | גלובס                |                            | 1986          | Quotidien                  | 25 000              | Premier quotidien financier d'Israël              |
| Hamodia             | Hébreu            | המודיע               | L'Annonceur                | 1950          | Quotidien                  | 25 000              | Destiné à la communauté hassidique                |
| Hamevasser          | Hébreu            | המבשר                | Celui qui proclame         | 2009          |                            | 35 000              | dirigé par Meir Poroush                           |
| Israël-Nachrichten  | Allemand          |                      | Nouvelles d'Israël         | 1935          | Quotidien                  |                     |                                                   |
| Israël Post         | Hébreu            | ישראל פוסט           |                            | 2007          | Quotidien                  | Quotidiens gratuits |                                                   |
| Al-Ittihad          | Arabe             | الاتحاد              | L'Union                    | 1944          | Plusieurs fois par semaine |                     | Publié par le Maki                                |
| The Jerusalem Post  | Anglais, français |                      |                            | 1932          | Quotidien                  | 30 000              | Avant 1950 : The Palestine Post                   |
| Kol Al-Arab         | Arabe             | كل العرب             | Tous les Arabes            | 1987          | Plusieurs fois par semaine |                     |                                                   |
| Makor Rishon        | Hébreu            | מקור ראשון           | Première / Source primaire | 1997          | Quotidien                  |                     | Sioniste-religieux                                |
| TheMarker           | Hébreu            | דה - מרקר            |                            | 2000          | Quotidien                  |                     | nouvelles économiques, affilié au groupe Haaretz  |
| Nasha Strana        | Russe             | Наша Страна          | Notre Pays                 | 1970          | Quotidien                  | 35 000              |                                                   |
| Novosti Nedeli      | Russe             | Новости Недели       | Nouvelles de la semaine    |               | Quotidien                  |                     |                                                   |
| Panorama            | Arabe             | بانوراما'Banurama    |                            |               | Plusieurs fois par semaine |                     |                                                   |
| Russkiy Izrailtanin | Russe             | Русский Израильтянин | Le Russe israélien         |               | Quotidien                  |                     |                                                   |
| Al-Sinnara          | Arabe             | الصنارة              | L'hameçon                  | 1983          | Plusieurs fois par semaine |                     |                                                   |
| Vesti               | Russe             | Вести                | Nouvelles                  |               | Quotidien                  |                     |                                                   |
| Yated Ne'eman       | Hébreu            | יתד נאמן             | Base loyale                | 1985          | Quotidien                  | 25 000              | Destiné à la communauté des Mitnagdim             |

## Hebdomadaires

### National
- B'Sheva (בשבע)
- Sha'ar LaMathil (שער למתחיל)

## En ligne
- +972 Magazine